# Hygrochroa sublunulata
Hygrochroa sublunulata är en fjärilsart som beskrevs av William Schaus 1920. Hygrochroa sublunulata ingår i släktet Hygrochroa och familjen silkesspinnare. Inga underarter finns listade i Catalogue of Life.